# Альфред (герцог Саксен-Кобург-Готи)
Альфред Ернст Альберт Саксен-Кобург-Готський (англ. Alfred Ernest Albert of Saxe-Coburg and Gotha, 6 серпня 1844 — 30 липня 1900) — герцог Саксен-Кобург-Готи у 1893—1900 роках. Уроджений британський принц із Саксен-Кобург-Готської династії, другий син королеви Вікторії та Альберта Саксен-Кобург-Готського. У 1866—1893 роках носив титули герцога Единбурзького, графа Ольстерського та Кентського. Адмірал британського флоту (3 червня 1893). Член Таємної ради Великої Британії у 1866—1893 роках. Кавалер численних орденів. Відомий колекціонер і філателіст.
У 1867 році на його честь було названо Единбург Семи Морів — єдиний населений пункт архипелагу Тристан-да-Кунья. Також його іменем названі містечка Порт-Альфред і Принс-Альфред-Хамлет у Південно-Африканській Республіці й Альфредтон у Новій Зеландії.

## Біографія

### Молоді роки
Народився 6 серпня 1844 року у Віндзорському замку в Беркширі. Був четвертою дитиною та другим сином в родині британської королеви Вікторії та її чоловіка Альберта Саксен-Кобург-Готського. Охрестив новонародженого архієпископ Кентерберійський Вільям Гоулі 6 вересня 1844 року у приватній каплиці Віндзорського замку. Хрещеними батьками стали принц Георг, якого представляв герцог Кембриджський Адольф Фредерік, герцогиня Саксен-Кобург-Готська, яку представляла його бабуся з материнського боку, та Карл Лейнінгенський, якого представляв герцог Веллінгтон. Мав старших сестер Вікторію й Алісу та брата Альберта. В родинному колі носив прізвисько «Аффі».

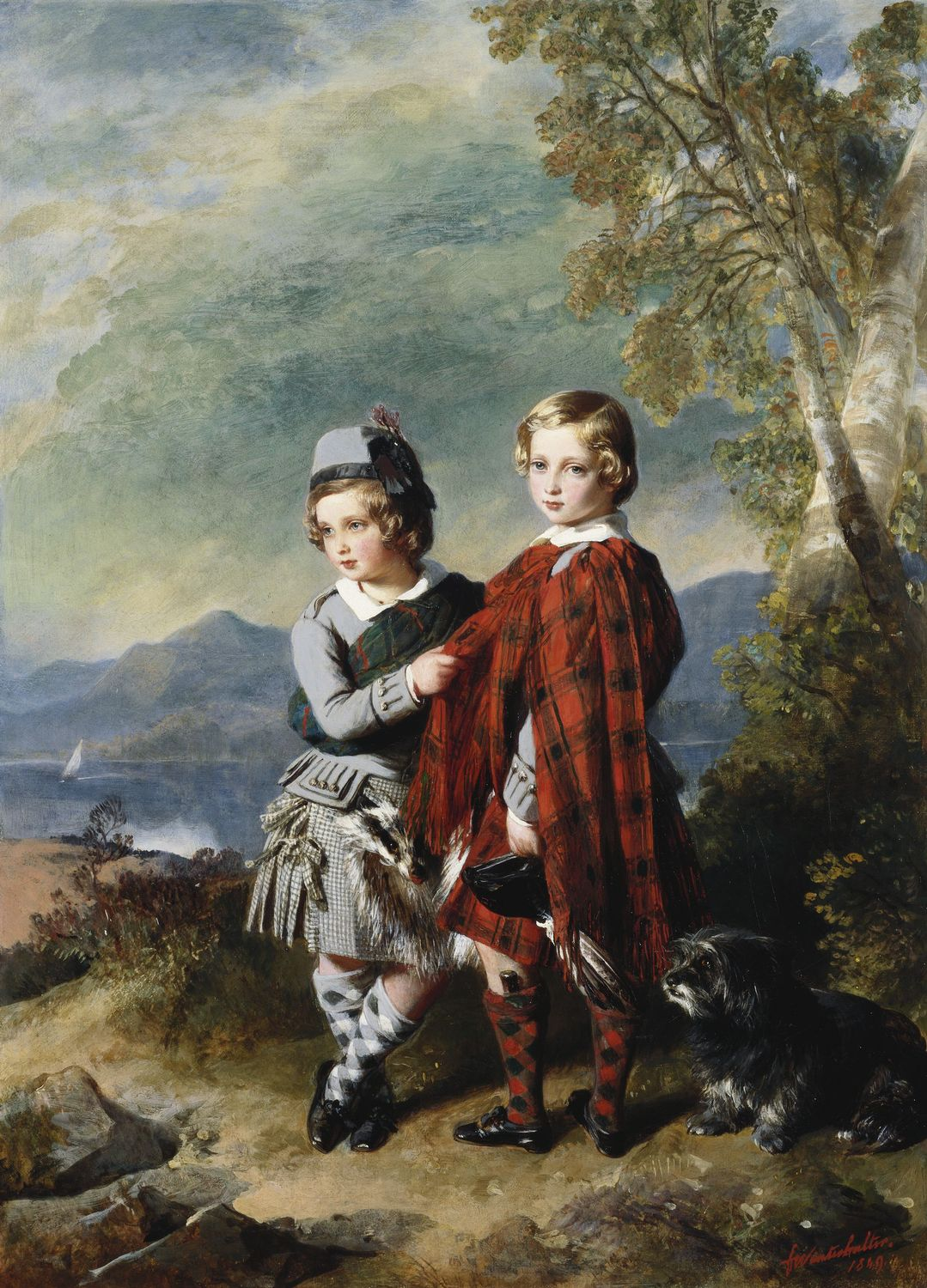
Принци Альберт та Альфред на портреті Ф. К. Вінтерхальтера, 1849, Королівська колекція

Діти зростали, подорожуючи між королівськими резиденціями. В Осборн-гаусі на острові Вайт навчалися практичних навичок  ведення господарства. Також отримували щоденні уроки кількох іноземних мов. Повсякденний гардероб принців і принцес складався з одягу для середнього класу, а спали вони в бідно обставлених, мало опалюваних спальнях. До 1857 року сімейство поповнилося доньками Єленою, Луїзою та Беатрисою й синами Артуром і Леопольдом.
На відміну від старшого брата, Альфреда вважали працьовитим і бажаючим навчатися. Він виявляв інтерес до останніх технологічних досягнень, але володів німецькою гірше, ніж будь-хто з його сиблінгів.
Згідно власного бажання, 1856 року вступив до британського флоту. У 1858 році, після сдачі екзамену, був призначений гардемарином на фрегат «HMS Евріалус», на якому у 1860 році відвідав Капську колонію, колонію Наталь та Оранжеву Республіку, де справив сприятливе враження як на колоністів, так і на місцевих вождів. Перебуваючи у морській подорожі до Вест-Індії та Північної Америки отримав звістку про смерть батька у грудні 1861 року.
У 1862 році, після зречення короля Греції Оттона I, Альфред був обраний його наступником Національними зборами Греції, але йому довелося відмовитися від корони з політичних причин. Грецьким правителем замість нього став Георг Глюксбург. У 1863 році принц Уельський відмовився від своїх прав наслідування Саксен-Кобург-Готське герцогства на користь Альфреда.
Також у 1863 році отримав чин капітана-лейтенанта. Лорд Чарльз Бересфорд характеризував його як людину, що володіє «великими природними здібностями до управління флотом» і зазначав, що з нього «вийшов би першокласний бойовий адмірал».
У 1863—1865 роках навчався у Боннському та Единбурзькому університетах. У вересні 1865 року придбав Вангенхаймський палац у Кобурзі як свою майбутню резиденцію, та наказав модернізувати будівлю у стилі неоренесансу.
24 травня 1866 отримав від матері титул герцога Единбурзького та щорічне утримання у розмірі у розмірі 15 000 фунтів стерлінгів від парламенту, а також місце у Палаті лордів.

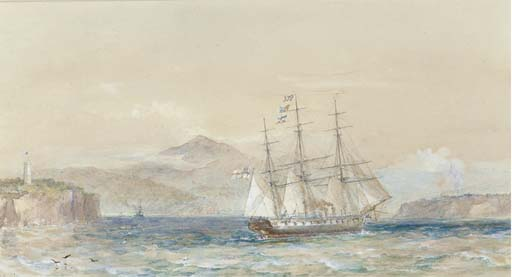
«HMS Галатея»

У 1867 році був призначений капітаном і отримав під своє командування фрегат «HMS Галатея». 24 січня 1867 вирушив на ньому з Плімута у навколосвітню подорож. Через Гібралтар і Кейптаун, 31 жовтня дістався Австралії, ставши першим членом британської королівської родини, який відвідав цей континент. Протягом майже п'яти місяців перебування здійснив візити до Аделаїди, Мельбурну, Сіднею, Брісбену та Тасманії. Народ радо вітав його, однак під час одного з пікніків на принца стався замах. 12 березня 1868 року ірландець Генрі Джеймс О'Фаррелл вистрілив йому в спину з пістолета, Альфред був поранений, але за місяць зміг відновити командування кораблем і продовжити подорож. До Великобританії він повернувся 26 червня 1868 року. У 1868—1869 роках відвідав Британську Індію, Цейлон, Гонконг, Японську імперію, Гаваї та Нову Зеландію. 4 вересня 1869 йому дарував аудієндіцію імператор Мейдзі. На Цейлоні найбагатша людина острова, Чарльз Генрі де Сойса, влаштував на честь принца розкішний бенкет, на якому їжа подавалася у золотих тарілках, інкустрованих коштовним камінням.
Альфреда змальовували сором'язливим і вродливим юнаком. У 1862 році королева Вікторія писала старшій доньці, що прагне одружити сина з данською принцесою Дагмар, однак згодом відмовилася від цієї ідеї через суперечку Данії та Німеччини щодо земель Шлезвігу та Гольштейну. Також певний час розглядала як наречену російську велику княжну Ольгу Костянтинівну.
У 1868 році у Гайдельбельзі Альфред зустрів іншу велику княжну, Марію Олександрівну. Після кількох зустрічей протягом наступних років та погодилася стати його дружиною. 11 липня 1873 року принц відправив матері телеграму з Німеччини: «Ми з Марією заручилися сьогодні вранці. Не можу висловити, який я щасливий. Сподіваюся, Ваше благословення зійде на нас».

### Шлюбне життя
У 29-річному віці узяв шлюб із 20-річною великою княжною Російської імперії Марією Олександрівною Романовою, донькою імператора Олександра II. Вінчання відбулося 23 січня 1874 у Великій церкві та Олександрівському залі Зимового палацу в Санкт-Петербурзі. Церемонія пройшла за православним та англіканським звичаями. Після був даний рокішний бенкет у палаці. Для гостей співала відома оперна співачка Аделіна Патті. Вечір закінчився великим балом. Члени британського двору, що приїхали до Петербурга, були приголомшені розмахом урочистостей, прийомів і розваг. 

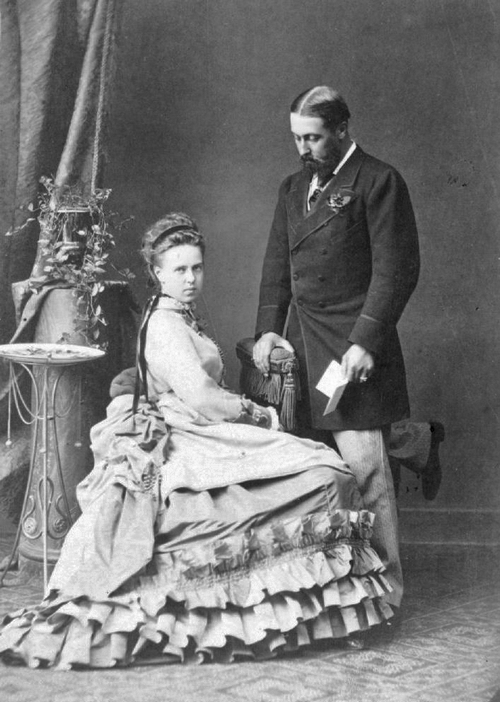
Світлина пари з заручин, 1873

Шлюбну ніч молодята провели в Олександрівському палаці в Царському Селі, де для них підготували розкішні апартаменти. Імператор Олександр II сподівався, що пара залишиться жити у Росії, а згодом — не втрачав надії, що вони повернуться, і тримав апартаменти для них протягом наступних років. Наречена отримала 100000 фунтів посагу, також їй були призначені щорічні виплати у розмірі 20000 фунтів.
До Лондону молодята прибули 12 березня. Королева Вікторія зустріла пару на вокзалі і відзначила, що Марія має дуже доброзичливі манери, приємне обличчя, гарну шкіру та прекрасні блискучі очі, а також чудово розмовляє англійською. Оселилася пара у Кларенс-хаусі, також орендували великий заміський маєток Іствелл-парк у графстві Кент. Літні канікули проводили у котеджі Осборн-гаусу.
Російська імператриця писала в листах: «Марі вважає Лондон огидним [...] повітря там жахливе, англійська їжа огидна, пізніші години дуже втомливі, візити до Віндзора та Осборна неймовірно нудні». Олександр II наполягав, аби до його доньки зверталися «Ваша Імператорська Високість», і вона мала першість перед принцесою Уельською. Марія теж ображалася, що принцеса Уельська передує їй, доньці імператора. Як помсту за сварку через пріоритет, з великим задоволенням демонструвала свої коштовні прикраси. Англійські принцеси, як і сама королева, відверто заздрили її діамантам. Британських родичів не любила, окрім наймолодших, Беатриси та Леопольда. Лондонське суспільство вважало велику княжну надто гордовитою, обурюючись її надмірно чоловічим манерам, владності у поводженні з прислугою, незалежному характеру та курінню на людях. Вона ж ясно дала зрозуміти, що їй байдуже, що про неї думають люди. Аби зменшити сум княжни за батьківщиною, у травні 1874 року її навідав брат Олексій.
Кар'єра Альфреда на флоті та становище при дворі дозволяло подружжю багато подорожувати, що Марії дуже подобалося. Пара відвідала більшість європейських країн, включаючи Іспанію, Італію, Нідерланди, Грецію і навіть Чорногорію, та здійснювала щорічні поїздки Німеччиною, Англією та Росією. Після 1878 року подружжя подовгу мешкало в Кобурзі. У 1881 році Вангенхаймський палац знову перебудували, збільшивши житлову площу на третину. До того часу пара мала вже чотирьох дітей. Всього живими у подружжя народилося п'ятеро нащадків. Через роки Марія журилася, що має всього п'ятеро дітей: «Єдиний справжній райський момент — це народження дитини. Це ні з чим не зрівняється. Думаю, якби я мала хоча б десяток дітей, я б зберегла таке саме почуття». Пара поділяла любов до музики та були затятими колекціонерами.

### Кар'єра на флоті

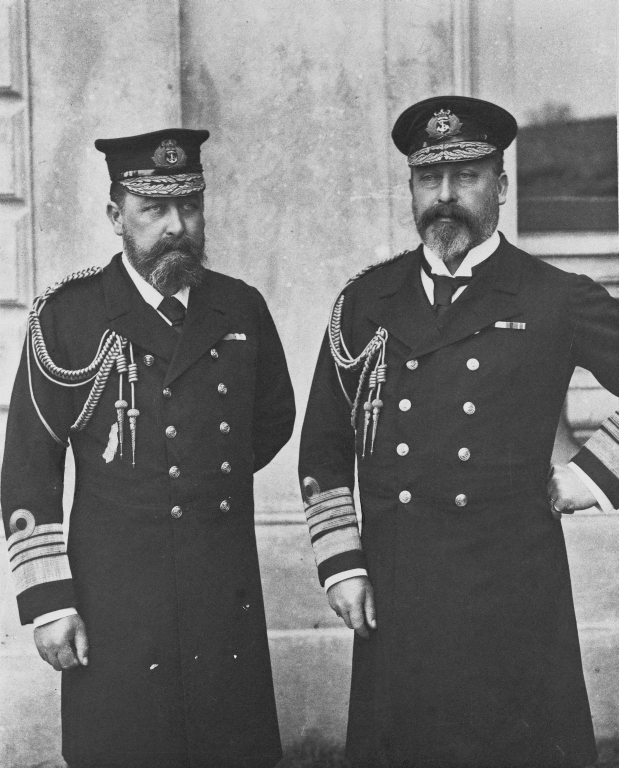
Герцог Единбурзький та принц Уельський, 1893

Протягом кількох років Альфред із сімейством мешкав на Мальті. 30 грудня 1878 отримав чин контр-адмірала. У листопаді 1879 став адміралом-суперинтендантом військово-морських резервів зі своїм прапором на корветі «HMS Пенелопа». 10 листопада 1882 року отримав звання віце-адмірала. У грудні 1883 став командувачем ескадрою флоту Протоки, маючи флагманом броненосний фрегат «HMS Мінотавр». У березні 1886 став головнокомандувачем Середземноморського флоту та перейшов на броненосець «HMS Александра». Отримав звання адмірала 18 жовтня 1887, у серпні 1890 став головнокомандувачем британського флоту, а 3 червня 1893 отримав звання адмірала флоту.
Завжди приділяв найпильнішу увагу своїм обов'язкам і вважався здібною людиною, широко відомим своїм почуттям обов'язку та винятковими тактичними навичками в морі. Персі Скотт писав у своїх мемуарах, що «як головнокомандувач герцог Единбурзький, на мою скромну думку, не мав собі рівних. Він чудово керував флотом і вніс безліч покращень у сигнали та маневрування». Він «захоплювався артилерійською справою». «Найкрасивішим кораблем, який я коли-небудь бачив, був [флагман герцога Единбурзького] HMS Александра. Мені повідомили, що офіцери витратили 2000 фунтів стерлінгів на його прикрашання».

### Герцог Саксен-Кобург-Готський
22 серпня 1893 року Альфред успадкував від свого дядька Ернста II Саксен-Кобург-Готське герцогство. Він вийшов у відставку з активної військово-морської служби та відмовився від членства в британській Палаті лордів та Таємній раді, проте зберіг за собою інші британські титули та почесні посади. Також відмовився від утримання у розмірі 15000 фунтів стерлінгів, але зберіг додаткові 10000 фунтів стерлінгів, надані йому після весілля для підтримки проживання в Кларенс-Хаусі. Його дружина вважала герцогство «чарівним», а перспективу «нової прекрасної посади, де є чим зайнятися»– «справжньою манною Божою». Офіційною резиденцією подружжя став Еренбурзький палац у Кобурзі, але віддавали перевагу замку Розенау поблизу. Також мали дві резиденції в Готі.

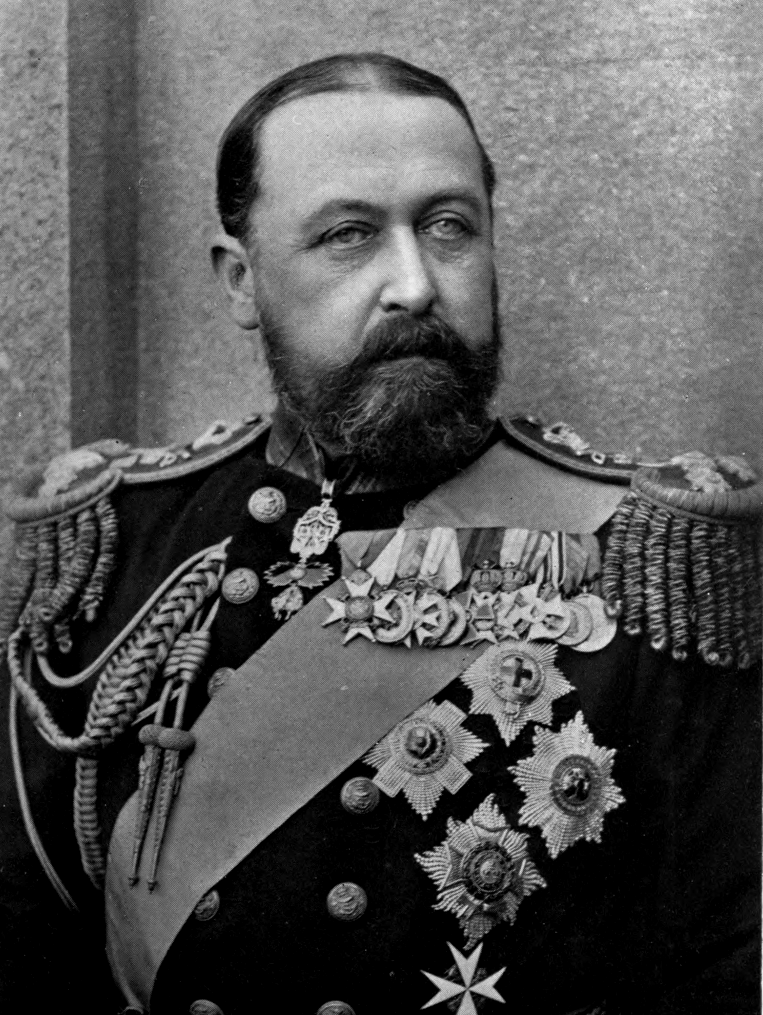
Світлина герцога

Вступ на посаду в Кобурзі дався Альфреду нелегко. Він став британським принцом на німецькому троні, в той час як відносини між двома країнами були напруженими. Герцог поділяв неприязнь свого старшого брата Альберта до кайзера Вільгельма II. Також жалкував за покинутою службою в Королівському флоті, який перед цим був його фактичним домом останні 35 років. Приречений бути пасивним глядачем, він дуже уважно стежив за морськими справами. Насамперед, з великим занепокоєнням спостерігав за німецьким військово-морським озброєнням.
Німецька громадськість теж була незадоволена британським  престолонаслідуванням у Кобурзі та Готі. Звичка Альфреда ставити свій британський титул перед німецьким і використання предикату «Королівська Високість», на який він мав право як британський принц, але не як правлячий герцог Кобурзький та Готський,  обурювало населення. Як і до його сестри Вікторії в Берліні, до Альфреда ставилися з недовірою, майже вороже, як до іноземця. Деякі газети сприйняли його прихід до влади як образу німецьких національних почуттів.
З часом нападки стихли, а популярність Альфреда в країні зростала. До кінця свого правління він вже здобув повагу і схвалення населення, хоча розмовляв тільки ламаною німецькою мовою. Щодо державних справ, герцог значною мірою передав володарювання державному міністерству. Він вважав за краще присвятити свій час полюванню та подорожам.
Під час перебування Альфреда в Олександрії у 1898 році його вкусив комар, і він захворів на затяжну очну інфекцію, від якої так і не оговтався. Наприкінці життя страждав від надмірного паління та алкоголізму, його стосунки з дружиною значно погіршилися.
Останній рік життя правителя був затьмарений смертю єдиного сина і спадкоємця престолу під час святкування срібного ювілею весілля, а також важкою хворобою. У смерті сина він звинувачував дружину, вважаючи її відповідальною за виховання спадкоємця.
30 липня 1900 року Альфред помер уві сні у замку Розенау. Марія перебувала біля його ліжка з трьома молодшими доньками. Герцог був похований на першому поверсі герцогського мавзолею на Глокенберзькому цвинтарі в Кобурзі.
Марія передала його колекцію скляних та керамічних виробів, що оцінювалася у півмільйона марок до фортеці Фесте Кобург. Герцогство успадкував небіж Альфреда, Карл Едуард.

## Родина

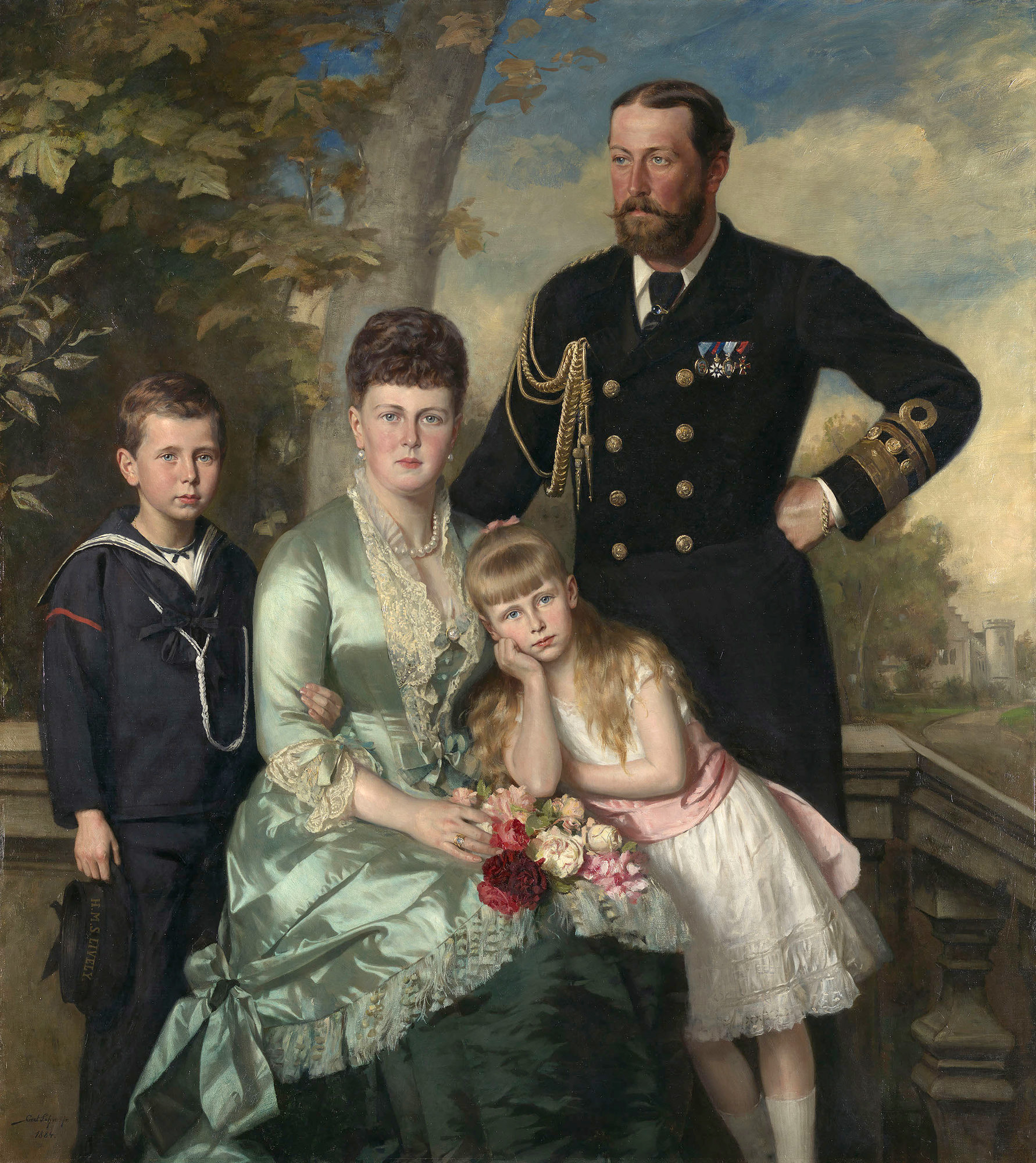
Сімейство Альфреда на портреті пензля К. Р. Зона, 1884, Королівська колекція

Дружина —  Марія Олександрівна Романова, донька російського імператора Олександра II.
Діти:
- Альфред (1874—1899) — спадкоємний принц Саксен-Кобург-Готи у 1893—1899 роках, одруженим не був, дітей не мав;
- Марія (1875—1938) — дружина короля Румунії Фердинанда I, мала шестеро дітей;
- Вікторія Меліта (1876—1936) — була двічі одружена, мала чотирьох дітей від обох шлюбів;
- Александра (1878—1942) — дружина князя Гогенлое-Лангенбурзького Ернста II, мала п'ятеро дітей;
- Беатриса (1884—1966) — дружина іспанського інфанта Альфонсо, герцога Галлієра, мала трьох синів.

## Нагороди

### Велика Британія
- Орден Підв'язки (10 червня 1863);
- Орден Будяка (15 жовтня 1864);
- Великий хрест ордену Святого Михайла та Святого Георгія (29 червня 1869);
- Лицар Великий Командор ордену Зірки Індії (7 лютого 1870);
- Орден Святого Патрика (14 травня 1880);
- Лицар Великий Командор ордену Індійської імперії (21 червня 1887);
- Великий хрест ордену Лазні (25 травня 1889);
- Орден святого Іоанна  (27 березня 1896);
- Великий хрест Королівського Вікторіанського ордену (24 травня 1899);

### Іноземні
- Великий хрест ордену Вежі й Меча (Португальське королівство) (25 листопада 1858);
- Кушак двох орденів (Португальське королівство) (7 листопада 1889);
- Потрійний орден (Португальське королівство) (28 лютого 1894);
- Великий хрест ордену дому Саксен-Ернестіне (Ернестинські герцогства) (червень 1863);
- Великий хрест ордену Леопольда I (Бельгія) (15 серпня 1863);
- Великий хрест ордену Білого сокола (Велике герцогство Саксен-Веймар-Айзенаське) (4 травня 1864);
- Орден Чорного орла (Королівство Пруссія) (7 травня 1864);
- Великий Командорський хрест ордену дому Гогенцоллернів (Королівство Пруссія)  (5 грудня 1878);
- Великий хрест ордену Людвіга (Велике герцогство Гессенське) (15 травня 1864);
- Великий хрест ордену Філіпа Великодушного, з мечами (Велике герцогство Гессенське) (6 червня 1865);
- Родинний орден Золотого лева (Велике герцогство Гессенське) (12 січня 1894);
- Орден Золотого лева Нассау (Нассауське герцогство) (липень 1865);
- Орден Вірності (Велике герцогство Баденське) (1865);
- Великий хрест ордену Церінгенського лева (Велике герцогство Баденське) (1865);
- Орден Рутової корони (Саксонське королівство) (15 липня 1867);
- Великий хрест ордену Вендської корони з короною в руді (Мекленбург) (28 червня 1868);
- Великий хрест ордену Вюртемберзької корони (Вюртемберзьке королівство) (1883);
- Великий хрест Королівського угорського ордену Святого Стефана (Австро-Угорська імперія) (1874);
- Великий хрест ордену Почесного легіону (Друга французька імперія) (червень 1867);
- Великий хрест ордену Нідерландського лева (Нідерланди) (1 травня 1882);
- Великий хрест ордену Карлоса III (Іспанія) (9 липня 1887);
- Орден Золотого руна (Іспанія) (17 червня 1888);
- Вищий орден Святого Благовіщення (Королівство Італія) (8 червня 1887);
- Великий хрест ордену Святих Маврикія та Лазаря (Королівство Італія) (8 червня 1887);
- Великий хрест ордену Камехамехи I (Гавайське королівство) (1865);
- Орден Слона (Данія) (4 липня 1875);
- Орден Серафимів (Сполучене королівство Швеції та Норвегії) (24 травня 1881);
- Великий хрест ордену Південного Хреста (Бразильська імперія) (15 липня 1867);
- Орден «Османіє» (Османська імперія) (1886);
- Орден Андрія Первозванного (Російська імперія) (травень 1865);
- Орден Святого Олександра Невського (Російська імперія) (травень 1865);
- Орден Білого Орла (Російська імперія) (травень 1865);
- Орден Святої Анни 1 ступеню (Російська імперія) (травень 1865);
- Орден Святого Станіслава 1 ступеню (Російська імперія) (травень 1865);
- Великий хрест ордену Таковського хреста (Сербське князівство).

## Вшанування
- В Австралії на честь принца були названі парк принца Альфреда та Королівська лікарня принца Альфреда в Сіднеї, лікарня Альфреда у Мельбурні, коледж принца Альфреда в Аделаїді, площа принца Альфреда в Парраматті,  Королівський яхт-клуб принца Альфреда в Ньюпорті, передмістя Балларату Альфредтон, а також численні вулиці, зали, парки та школи в інших австралійських містах.
- У Бриджтауні на Барбадосі є вулиця імені принца Альфреда.Manta alfredi

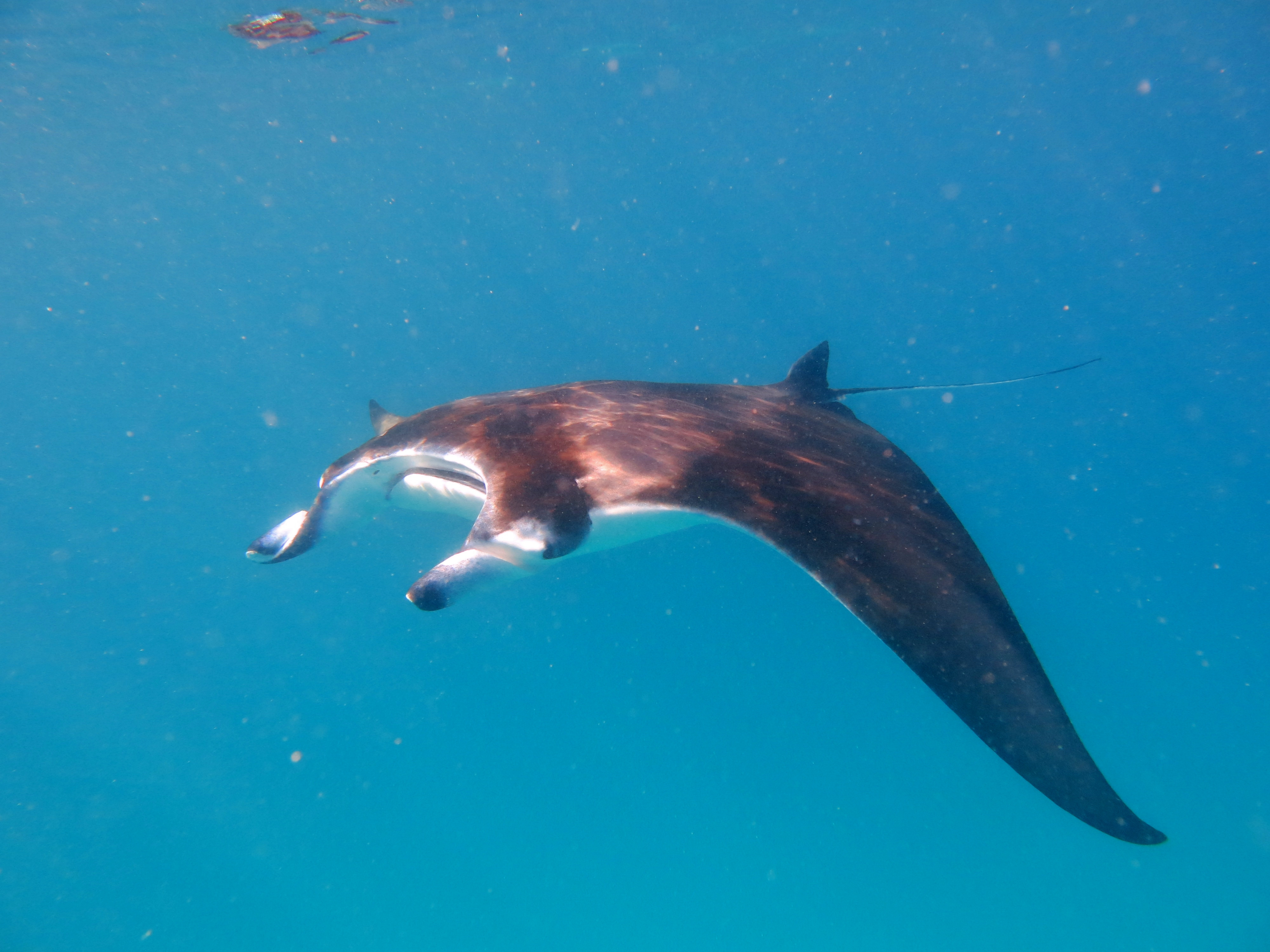
Manta alfredi

- У Новій Зеландії в Окленді на честь принца названа вулиця. Поселення Галатея на Північному острові отримало назву на честь його корабля. Гора Альфред в Отаго також названа за іменем принца.
- В Канаді ім'я принца носить затока Принца Альфреда в регіоні Кікіктаалук, мис Принца Альфреда на Північно-Західних територіях і два острови: на річці Святого Лаврентія та на озері Ніпіґон. Арка принца Альфреда встановлена в Танжері, Нова Шотландія.
- У Південно-Африканській республіці в Кейптауні є набережна Вікторії та Альфреда. У західній частині долини Langkloof існує перевал принца Альфреда. Іменем принца названі вулиці у містах Пітермаріцбург, Квінстаун, Грейамстаун і Каледон.
- У 1874—1922 роках[10] назву Единбург на честь герцога носила історична курортна місцевість поблизу Ризької затоки, територіально була частиною Російської імперії.
- У 1868 році на честь Альфреда було названо вид скатів Manta alfredi.[11]
- 26 січня 1872 на честь принца був названий напівброненосний рангоутний фрегат російського імператорського флоту «Герцог Единбузький». Був спущений на воду 29 серпня 1875 року. Почав службу у 1877 році. 1945 року виведений зі складу флоту.[12]

### Кіновтілення
- В англо-американському телесеріалі 2001 року «Вікторія й Альберт» режисера Джона Ермана роль Альфреда виконав Біллі Гікс.